# Curb Agajanian Performance Group
Curb Agajanian Performance Group est une écurie de sport automobile américaine fondée en 1984. Elle participe actuellement à des championnats tels que l'IndyCar et l'IMSA.

## Résultats en compétition automobile

### Résultats aux24 Heures de Daytona
| Année | Écurie                                                     | Copilotes                                                       | Voiture           | Classe | Tours | Pos. | Class Pos. |
| ----- | ---------------------------------------------------------- | --------------------------------------------------------------- | ----------------- | ------ | ----- | ---- | ---------- |
| 2017  | Michael Shank Racing avec Curb Agajanian Performance Group | Jeff Segal Oswaldo Negri Jr. Tom Dyer Ryan Hunter-Reay          | Acura NSX GT3     | GTD    | 634   | 22e  | 2e         |
| 2017  | Michael Shank Racing avec Curb Agajanian Performance Group | Andy Lally Katherine Legge Mark Wilkins (en) Graham Rahal       | Acura NSX GT3     | GTD    | 617   | 29e  | 11e        |
| 2018  | Michael Shank Racing avec Curb Agajanian Performance Group | A. J. Allmendinger Trent Hindman Katherine Legge Álvaro Parente | Acura NSX GT3     | GTD    | 751   | 22e  | 2e         |
| 2018  | Michael Shank Racing avec Curb Agajanian Performance Group | Lawson Aschenbach Mario Farnbacher Côme Ledogar Justin Marks    | Acura NSX GT3     | GTD    | 741   | 31e  | 11e        |
| 2019  | Meyer Shank Racing avec Curb Agajanian Performance Group   | Mario Farnbacher Trent Hindman Justin Marks AJ Allmendinger     | Acura NSX GT3 Evo | GTD    | 561   | 21e  | 5e         |
| 2020  | Meyer Shank Racing avec Curb Agajanian Performance Group   | Mario Farnbacher Matt McMurry Shinya Michimi (fi) Jules Gounon  | Acura NSX GT3 Evo | GTD    | 747   | 28e  | 10e        |
| 2021  | Meyer Shank Racing avec Curb Agajanian Performance Group   | A. J. Allmendinger Dane Cameron Juan Pablo Montoya Olivier Pla  | Acura ARX-05      | DPi    | 807   | 4e   | 4e         |
| 2022  | Meyer Shank Racing avec Curb Agajanian Performance Group   | Tom Blomqvist Hélio Castroneves Oliver Jarvis Simon Pagenaud    | Acura ARX-05      | DPi    | 761   | 1re  | 1re        |